# Мбунгу, Тати
Тати Мбунгу (англ. Taty Mbungu; 4 октября 1949, Киншаса, Колонии Бельгии — 27 июля 2022, Ливри-Гарган) — заирский футболист, полузащитник. Чемпион Африки 1974 года.

## Биография
Тати Мбунгу родился в 1949 году в городе Леопольдвиль в Бельгийском Конго (сейчас Киншаса в ДР Конго).
Играл в футбол на позиции полузащитника. В 1970-е годы выступал за клубном уровне за заирскую «Виту» из Киншасы, которая была одним из лидером местного футбола в этот период.
По имеющимся данным, по крайней мере в 1974—1985 годах играл за сборную Заира. В 1974 году в её составе завоевал золотую медаль Кубка африканских наций в Египте. 31 марта 1985 года участвовал в матче отборочного турнира Кубка африканских наций против Конго (5:2).
Эмигрировав во Францию, в течение 30 лет служил пастором в Париже.
Умер 27 июля 2022 года в Париже.

## Достижения

### Командные
Заир
- Обладатель Кубка африканских наций (1): 1974.